# Chameleon (中村あゆみのアルバム)
『Chameleon』（カメレオン）は、中村あゆみ15枚目のスタジオ・アルバム。2015年2月25日、ワーナーミュージック・ジャパンから発売。規格品番はWPZL-30982/3（初回限定盤）WPCL-12048（通常盤）。

## 概要
中村あゆみデビュー30周年記念のアルバム。キャッチコピーは「変幻自在、時に狡猾に、時に野蛮に、そして美しく。まだ知らなかった中村あゆみが、ここにはいる」。
各ソングライターが中村をイメージして楽曲提供。スーパーバイザーに松井五郎。4曲目の「Working Woman（ニュー・ヴァージョン）」以外は中村が楽曲を手掛けていないことも特徴。初回限定盤と通常盤の2形態で発売。初回限定盤は、中村によるセルフライナーノーツ、3曲のミュージック・ビデオ+映像特典収録DVD、三方背BOX仕様、CDサイズ16P壁掛けカレンダー、購入者応募特典用応募券封入。

## 収録曲
作詞 松井五郎 編曲 増渕東（特記以外）
1. あなたしか覚えてない
  - 作曲 上田知華
2. 夕凪慕情
  - 作曲 亀井登志夫
3. 抱きしめてもらいなさい
  - 作曲 伊藤銀次
4. 窓辺
  - 作曲 宮沢和史
5. Working Woman（ニュー・ヴァージョン）
  - 作詞 中村あゆみ・吉田健美 作曲 中村あゆみ 編曲 旭純
6. 星のささやき
  - 作曲 尾崎亜美
7. Suddenly
  - 作曲 IKEZO
8. おびえる果実
  - 作詞 戸沢暢美・松井五郎 作曲 広谷順子
9. ふたりの事
  - 作曲 上田知華
10. 恋ノ乱
  - 作曲 亀井登志夫
11. Cry
  - 作曲 松田良
  - テレビ朝日「お願い!モーニング」1月度エンディングテーマソング
12. あゆみ
  - 作詞 須藤晃・松井五郎 作曲 玉置浩二 編曲 Tomi Yo

### DVD（初回限定盤のみ）
ミュージック・ビデオ映像
1. あなたしか覚えてない
2. Cry
3. あゆみ